# إتش. وارنر مون
إتش. وارنر مون (بالإنجليزية: H. Warner Munn)‏ (5 نوفمبر 1903 في الولايات المتحدة - 10 يناير 1981، تاكوما في الولايات المتحدة)؛ كاتب وروائي أمريكي.